# 蔣攸銛
蔣攸銛（1766年—1830年），字穎芳，號礪堂，遼東襄平人，隸漢軍镶蓝旗，先世由浙江奉化遷遼陽，故又稱襄平。进士出身，清朝政治人物。

## 生平
乾隆癸卯举人，甲辰联捷进士，歷任兩廣總督、刑部尚書、直隸總督、體仁閣大學士、兩江總督、軍機大臣。嘉慶十六年，蔣奉旨接替松筠擔任兩廣總督。勇于任事，不惟阿，“尤长于察吏，荐贤如不及”。道光五年，由直隸總督內召為軍機大臣，不久被權臣曹振鏞當面排擠，外放兩江。十年殁，諡文勤。

## 家庭
- 曾祖蔣毓英，台湾知府。
- 祖長蘆鹽政使蔣國祥。胞姊蔣氏，嫁正黄旗汉军、北河总督端肅公田文鏡。
- 父山東平度州知州蔣韶年。母徐氏（蘇州織造所官员徐廷魁）。
- 胞姊蔣氏，嫁镶蓝旗汉军尚維勷（胞兄參將尚維寶（后代有光緒十八年（1892年）壬辰科进士尚其亨），父佐领兼骁骑参将尚玉德，祖領侍衞內大臣、和碩額駙尚崇廙，曾祖侍卫内大臣、和硕额驸尚之隆）。
- 妻马氏（父乾隆甲子武舉人馬乾和）。
- 子道光十五年乙未科三甲进士、貴州巡撫勤慤公蔣霨遠。继妻吳氏（父嘉慶壬戌科進士吳椿）。其子福建建宁府知府蒋斯岱；妻盧氏（父盧端黼，祖父嘉慶己未恩科進士、两广总督敏肃公盧坤）。孙女蔣氏，继配嫁内务府正黄旗汉军楊鍾齡（胞兄光緒十五年（1889年）己丑科进士楊鍾羲）。
- 子山东督粮道蒋明远。其女蒋重申，嫁内务府镶黄旗满洲、兵部左侍郎完颜氏崇厚（父嘉慶十四年（1809年）己巳恩科进士麟慶）。蒋明远子蒋道模娶侍郎鲍桂星孙女。蒋明远另一女嫁富察凤秀，其女为同治慧妃富察氏。
- 子道光五年乙酉科舉人蔣霖遠。妻吴氏（父嘉慶己巳科進士吳慈鶴，祖父乾隆壬辰科二甲進士吳俊（乾隆进士））。
- 女蔣氏，嫁正红旗满洲他塔喇氏廣源（父乾隆甲辰科進士文寧，祖父山西布政使善德，祖母尚佳氏（父内务府正白旗汉军、熱河總管、江寧織造福海；胞侄女尚佳氏封道光帝之豫嬪）；祖伯父乾隆丙戌科進士善聰）。

## 著作
有《繩枻齋集》、《黔軺紀行集》和自編《繩枻齋年譜》存世。

## 延伸阅读
[在维基数据编辑]
 《清史稿·卷366》，出自趙爾巽《清史稿》